# Drosselkuckuck

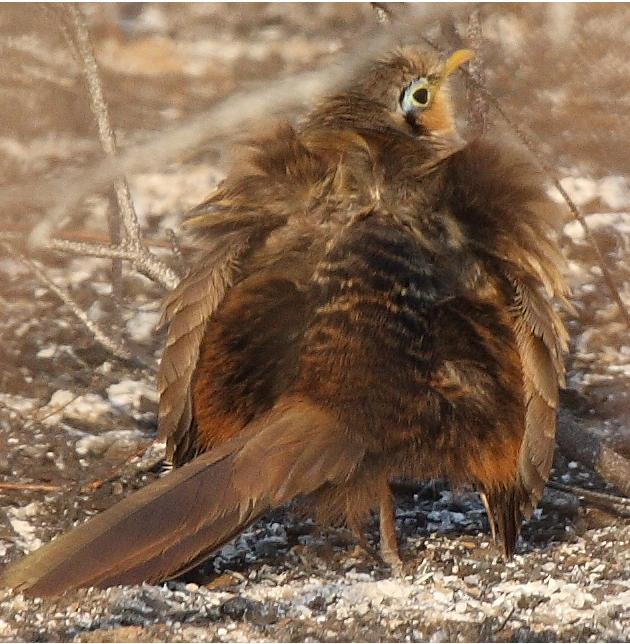
Drosselkuckuck

Der Drosselkuckuck (Morococcyx erythropygus) ist eine Kuckucksart in Nord- und Zentralamerika und der einzige Vertreter der Gattung Morococcyx. Die Art umfasst die zwei Unterarten: M. e. erythropygus (Lesson 1842) und M. e. mexicanus (Ridgway 1915).

## Merkmale
Der Drosselkuckuck wird etwa 25–28 Zentimeter groß. Es gibt keinen Geschlechtsdimorphismus. Das Brustgefieder der Nominatform M. e. erythropygus ist rötlich bis zimtfarben, die Oberseite glänzend grau-braun bis oliv-braun gefärbt. Auffallend ist der gelb-blaue unbefiederte Augenring, welcher von schwarzen Federn umrandet ist. Der Unterschnabel ist gelb, der Schnabelrücken schwarz gefärbt. Die langen Schwanzfedern sind braun, die langen Beine braun bis gelb gefärbt. Die Unterart M. e. mexicanus ist im Durchschnitt größer als die Nominatform, zudem erscheinen die Farben des Gefieders blasser.
Der Gattungsname Morococcyx verweist auf die bunte Gesichtsfärbung und leitet sich von den griechischen Worten „moros“ (Clown) und „kokkux“ (Kuckuck) ab.

## Verbreitung und Lebensraum
Der Drosselkuckuck bewohnt aride und semiaride Offenlandschaften, Waldränder sowie Plantagen, z. B. Agavenplantagen. Das Verbreitungsgebiet der Nominatform des Drosselkuckucks (M. e. erythropygus) erstreckt sich vom Süden Mexikos (Bundesstaat Oaxaca) bis in den Nord-Westen Costa Ricas. Das Verbreitungsgebiet der Unterart M. e. mexicanus schließt sich nördlich entlang des Pazifischen Ozeans in Mexiko bis in den Bundesstaat Sinaloa an.
Die Populationsgröße wird auf 50.000 bis 499.999 Individuen geschätzt. Zudem ist das Verbreitungsgebiet groß, sodass seitens der IUCN der Drosselkuckuck als nicht gefährdet („least concern“) angesehen wird.

## Lebensweise
Drosselkuckucke bewegen sich, wie andere Arten der Familie der Erdkuckucke, meist am Boden fort. Bei Gefahr verharren sie im Gegensatz zu den Rennkuckucken still an einem Ort. Die Nahrung, die hauptsächlich aus Insekten, meist Kurzfühlerschrecken und Käfern, besteht, wird ebenfalls vom Boden oder in der Strauchschicht gesammelt. Das Nest wird auf dem Boden gebaut, die Jungen von beiden Eltern großgezogen. Der Drosselkuckuck ist im Gegensatz zu anderen Kuckucksvögeln kein Brutparasit.